# Zuilichem
Zuilichem est un village néerlandais de la commune de Zaltbommel, situé dans la province du Gueldre.

## Géographie
Zuilichem est situé à l'ouest de Zaltbommel, sur la rive gauche du Waal, dans la partie nord-ouest du Bommelerwaard.

## Histoire
Zuilichem était une commune indépendante jusqu'au 1er juillet 1955, date de son rattachement à la commune de Brakel. Depuis le 1er janvier 1999, le village appartient à la commune de Zaltbommel.
En 1840, la commune comptait 110 maisons et 686 habitants.